# Château de Vincennes (stacja metra)
Château de Vincennes – stacja metra linii nr 1 metra w Paryżu. Stacja znajduje się na granicy 12. dzielnicy Paryża i  gminy Vincennes. Została otwarta 24 marca 1937 r. Jej nazwa pochodzi od średniowiecznego Zamku Vincennes. 